# Luís Carlos Patraquim
Luís Carlos Patraquim (Maputo, 26 de marzo de 1953) es un poeta, dramaturgo y periodista mozambiqueño.
Refugiado en Suecia en 1973, regresó a Mozambique en 1975, donde ha trabajado para la revista A Tribuna, la Agência de Informação de Moçambique (AIM), el Instituto Nacional de Cinema de Moçambique (INC) y la revista Tempo.
Reside en Portugal desde 1986.

## Obras
- Monção. Lisboa e Maputo. Edições 70 e Instituto Nacional do Livro e do Disco, 1980
- A inadiável viagem. Maputo, Associação dos Escritores Moçambicanos, 1985
- Vinte e tal novas formulações e uma elegia carnívora. Lisboa, ALAC, 1992.

Prefácio de Ana Mafalda Leite
- Mariscando luas. Lisboa, Vega, 1992

Com Chichorro (ilustrações) e Ana Mafalda Leite
- Lidemburgo blues. Lisboa, Editorial Caminho, 1997
- O osso côncavo e outros poemas (1980-2004). Lisboa, Editorial Caminho, 2005

Antologia de poemas dos livros anteriores e poemas novos
Com um texto de Ana Mafalda Leite: O que sou de sobrepostas vozes
- Pneuma Lisboa, Editorial Caminho, 2009
- A Canção de Zefanías Sforza (romance) Porto, Porto Editora, 2010
- Antologia Poética. Belo Horizonte, Editora UFMG, 2011. Coleção Poetas de Moçambique

Antologia de poemas dos livros anteriores e poemas novos.
Com posfácio de Cíntia Machado de Campos Almeida : Incursões de um poeta 'nas veias em fúria da memória'

### Teatro
- Karingana
- Vim-te buscar
- D'abalada
- Tremores íntimos anónimos (con António Cabrita)

## Premios
- Prémio Nacional de Poesia de Moçambique (1995)